# David Cholmondeley, VII marchese di Cholmondeley
David George Philip Cholmondeley, VII marchese di Cholmondeley (Malpas, 27 giugno 1960), è un regista cinematografico e nobile britannico nonché grande ufficiale dello Stato.

## Biografia

### I primi anni e la famiglia
È l'unico figlio maschio di Hugh, VI marchese di Cholmondeley, e di sua moglie, la marchesa Lavinia nata Leslie. Ha tre sorelle maggiori: Rose, Margot (sposata con Tony Huston) e Caroline (sposata col barone Rodolphe d'Erlanger).
Lord Cholmondeley è discendente di sir Robert Walpole (1676–1745), primo ministro di Gran Bretagna, nonché delle famiglie Rotschild e Sassoon attraverso sua nonna paterna, Sybil. Gli altri antenati del marchese includono i conti di Cholmondeley e i duchi di Ancaster e Kesteven.
I baronetti Cholmeley e baroni Delamere sono rami cadetti della famiglia Cholmondeley.
Come molti membri della sua famiglia studiò al collegio di Eton e, in seguito, alla Sorbona di Parigi.

### A corte ed in politica
David Cholmondeley, nel 1974, venne nominato paggio d'onore della regina Elisabetta II, all'età di 14 anni. Lasciò il suo ruolo nel 1976 per raggiunti limiti di età previsti per tale carica. Ha portato i titoli di cortesia visconte Malpas fino al 1968 e, successivamente, conte di Rocksavage fino al 1990.
È divenuto marchese di Cholmondeley nel 1990 dopo la morte del padre. Fece parte della Camera dei Lord in quanto Lord gran ciambellano (dal 1990 al 2022) anche se non partecipava regolarmente alle sedute perché si trovava "in congedo". Ha accompagnato il presidente americano Barack Obama nella sua visita al Palazzo di Westminster nel 2011. Il titolo di Gran Ciambellano è semi-ereditario nella famiglia dei marchesi di Cholmondeley (ne hanno una quota ereditaria) attraverso il matrimonio del primo marchese con lady Georgiana Charlotte Bertie, figlia del generale Peregrine Bertie, III duca di Ancaster e Kesteven. Il secondo, il quarto, il quinto il sesto ed il settimo marchese hanno tutti ricoperto tale incarico. Tuttavia con l'ascesa al trono di Carlo III (settembre 2022) l'incarico è passato a Rupert Carington, VII barone Carrington, mantenendo una carica a Corte come "gentiluomo" (Lord-in-waiting).
Nel 1992 Lord Cholmondeley è stato nominato Vice Luogotenente della contea di Norfolk.

### L'industria cinematografica
Col nome d'arte di David Rocksavage, il marchese è apparso in una piccola parte nel film di Éric Rohmer, Reinette e Mirabelle. Nel 1995, ha diretto l'adattamento cinematografico del romanzo di Truman Capote, Altre voci, altre stanze.
Nel 2007, ha diretto The Wreck, interpretato da Jean Simmons e James Wilby. Il film è stato girato a Norfolk. È uscito nel 2009 intitolato Shadows in the Sun.

## Matrimonio e figli
Il 24 giugno 2009, il giorno dopo l'annuncio del fidanzamento, ha sposato a Londra Rose Hanbury, modella nata il 15 marzo 1984 appartenente alla nobiltà terriera non titolata. La notizia che aspettavano due gemelli è stata rivelata da Richard Kay del Daily Mail e Mandrake del Daily Telegraph.
Il 12 ottobre 2009 la marchesa ha dato alla luce due gemelli: Alexander Hugh George e Oliver Timothy George. Il figlio maggiore, Alexander, conte di Rocksavage, come erede al marchesato porta il titolo di cortesia, mentre suo fratello è conosciuto come Lord Oliver Cholmondeley. Nel marzo del 2016 la coppia ha avuto anche una bambina, nota col titolo di cortesia di "Lady Iris Cholmondeley".
La coppia marchionale è amica del principe e della principessa di Galles, dal momento che la marchesa è patrona dell'East Anglia's Children's Hospices (EACH), assieme alla duchessa.

## Terre e proprietà

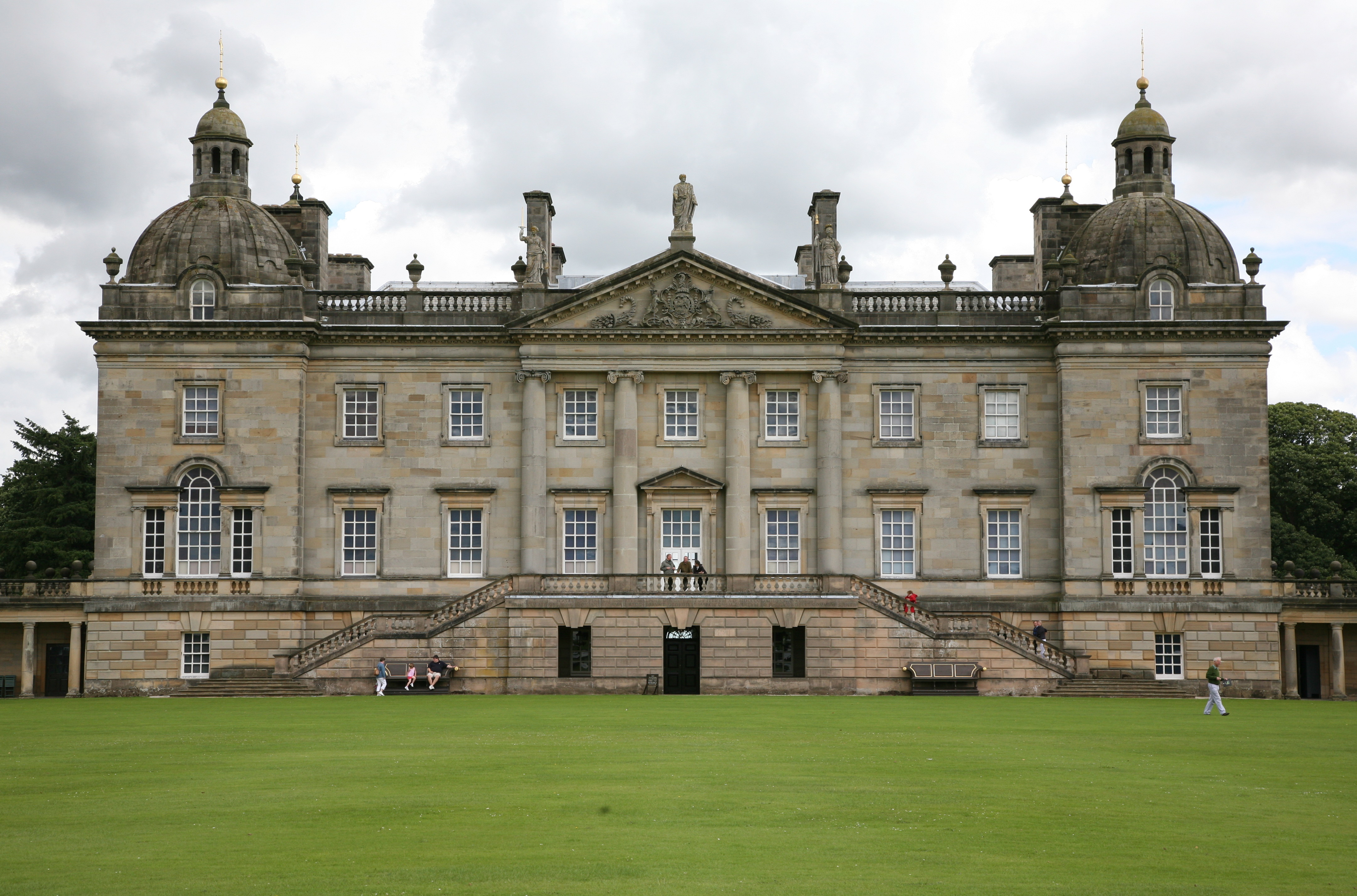
Houghton Hall, nel Norfolk

Le residenze della famiglia sono Houghton Hall e il Castello di Cholmondeley, una vasta tenuta vicino a Malpas nel Cheshire.
Secondo il Sunday Times, i marchesi di Cholmondeley sono tra i nobili più ricchi del Regno Unito, con un patrimonio netto stimato in circa 60 milioni di sterline, da imputare essenzialmente alle loro proprietà terriere ereditate. Houghton Hall, magione ancestrale dei marchesi di Cholmondeley sin dall'istituzione del titolo nel 1815, ha aperto alcune delle sue sale al pubblico.

## Ascendenza
|                                                  |                                |                                  | Genitori                                    |  |  | Nonni |  |  | Bisnonni                                         |  |  | Trisnonni                             |  |
|                                                  |                                |                                  |                                             |  |  |       |  |  | George Cholmondeley, IV marchese di Cholmondeley |  |  | Charles Cholmondeley, visconte Malpas |  |
|                                                  |                                |                                  |                                             |  |  |       |  |  | George Cholmondeley, IV marchese di Cholmondeley |  |  | Charles Cholmondeley, visconte Malpas |  |
|                                                  |                                | Susan Dashwood                   |                                             |  |  |       |  |  | George Cholmondeley, IV marchese di Cholmondeley |  |  |                                       |  |
| George Cholmondeley, V marchese di Cholmondeley  |                                |                                  |                                             |  |  |       |  |  | George Cholmondeley, IV marchese di Cholmondeley |  |  |                                       |  |
|                                                  |                                | Winifred Ida Kingscote           | Sir Robert Kingscote                        |  |  |       |  |  |                                                  |  |  |                                       |  |
|                                                  |                                | Winifred Ida Kingscote           | Sir Robert Kingscote                        |  |  |       |  |  |                                                  |  |  |                                       |  |
|                                                  |                                | Winifred Ida Kingscote           | Lady Emily Curzon-Howe                      |  |  |       |  |  |                                                  |  |  |                                       |  |
| Hugh Cholmondeley, VI marchese di Cholmondeley   |                                | Winifred Ida Kingscote           |                                             |  |  |       |  |  |                                                  |  |  |                                       |  |
|                                                  |                                | Sir Edward Sassoon, II baronetto | Sir Albert Sassoon, I baronetto             |  |  |       |  |  |                                                  |  |  |                                       |  |
|                                                  |                                | Sir Edward Sassoon, II baronetto | Sir Albert Sassoon, I baronetto             |  |  |       |  |  |                                                  |  |  |                                       |  |
|                                                  |                                | Sir Edward Sassoon, II baronetto | Hannah Moise                                |  |  |       |  |  |                                                  |  |  |                                       |  |
| Sybil Sassoon                                    |                                | Sir Edward Sassoon, II baronetto |                                             |  |  |       |  |  |                                                  |  |  |                                       |  |
|                                                  |                                | Aline Caroline de Rothschild     | Gustave de Rothschild, barone di Rothschild |  |  |       |  |  |                                                  |  |  |                                       |  |
|                                                  |                                | Aline Caroline de Rothschild     | Gustave de Rothschild, barone di Rothschild |  |  |       |  |  |                                                  |  |  |                                       |  |
|                                                  |                                | Aline Caroline de Rothschild     | Cécile Anspach                              |  |  |       |  |  |                                                  |  |  |                                       |  |
| David Cholmondeley, VII marchese di Cholmondeley |                                | Aline Caroline de Rothschild     |                                             |  |  |       |  |  |                                                  |  |  |                                       |  |
|                                                  | Charles Frederick Henry Leslie | Henry David Leslie               |                                             |  |  |       |  |  |                                                  |  |  |                                       |  |
|                                                  | Charles Frederick Henry Leslie | Henry David Leslie               |                                             |  |  |       |  |  |                                                  |  |  |                                       |  |
|                                                  | Charles Frederick Henry Leslie | Mary Betsy Perry                 |                                             |  |  |       |  |  |                                                  |  |  |                                       |  |
| John Leslie                                      | Charles Frederick Henry Leslie |                                  |                                             |  |  |       |  |  |                                                  |  |  |                                       |  |
|                                                  |                                | Maud Foster                      | John Foster                                 |  |  |       |  |  |                                                  |  |  |                                       |  |
|                                                  |                                | Maud Foster                      | John Foster                                 |  |  |       |  |  |                                                  |  |  |                                       |  |
|                                                  |                                | Maud Foster                      | Emma Caroline Durham                        |  |  |       |  |  |                                                  |  |  |                                       |  |
| Lavinia Leslie                                   |                                | Maud Foster                      |                                             |  |  |       |  |  |                                                  |  |  |                                       |  |
|                                                  |                                | Howard Gilliat                   | John Kirton Gilliat                         |  |  |       |  |  |                                                  |  |  |                                       |  |
|                                                  |                                | Howard Gilliat                   | John Kirton Gilliat                         |  |  |       |  |  |                                                  |  |  |                                       |  |
|                                                  |                                | Howard Gilliat                   | Mary Ann Saunders                           |  |  |       |  |  |                                                  |  |  |                                       |  |
| Margaret Gilliat                                 |                                | Howard Gilliat                   |                                             |  |  |       |  |  |                                                  |  |  |                                       |  |
|                                                  |                                | Helen Skipwith                   | Lionel Skipwith                             |  |  |       |  |  |                                                  |  |  |                                       |  |
|                                                  |                                | Helen Skipwith                   | Lionel Skipwith                             |  |  |       |  |  |                                                  |  |  |                                       |  |
|                                                  |                                | Helen Skipwith                   | Nannette Walker                             |  |  |       |  |  |                                                  |  |  |                                       |  |
|                                                  |                                | Helen Skipwith                   |                                             |  |  |       |  |  |                                                  |  |  |                                       |  |